# Patrick Johnson
Pour les articles homonymes, voir Johnson.
Patrick Johnson (né le 26 septembre 1972 à Cairns) est un athlète australien spécialiste du sprint. Il mesure 1,78 m pour 71 kg. Son père est irlandais et sa mère aborigène d'Australie.
Le 5 mai 2003, à Mito (Japon), il devient le premier Australien en dessous de 10 secondes au 100 m avec 9 s 93, performance qu'il n'a encore jamais rééditée au cours de sa carrière. Ce résultat fait aussi de lui le premier métis et premier coureur sans origine africaine de l'histoire à franchir la mythique barre des 10 secondes puisque seuls des coureurs noirs avaient jusque-là réussi cet exploit.
Lors des championnats du monde 2003 de Paris, il est éliminé en quart-finale du 100 m dans un temps de 10 s 27.
En 2005, il termine 6e de la finale du 200 mètres des Championnats du monde d'Helsinki en 20 s 58, derrière quatre américains Justin Gatlin, Wallace Spearmon, John Capel et Tyson Gay ainsi que le Mauricien Stéphane Buckland.
Patrick Johnson réside à Canberra et appartient au club de l'AIS.

## Palmarès

### Championnats du monde d'athlétisme
- Championnats du monde d'athlétisme de 2005 à Helsinki ( Finlande)
  - 6e de la finale du 200 m
- Championnats du monde d'athlétisme de 2007 à Osaka ( Japon) 
  - éliminé en quart de finale sur 100 m
  - éliminé en demi-finale sur 200 m

### Jeux du Commonwealth
- Jeux du Commonwealth de 2006 à Melbourne ( Australie)
  - 6e sur 100 m
  - 4e sur 200 m
  - 6e en relais 4 × 100 m